# Yoon Ji-hye
Yoon Ji-hye (en hangul 윤지혜; 10 de noviembre de 1979) es una actriz surcoreana. 

## Carrera
Debutó en 1998 en la película de terror Whispering Corridors. Desde entonces, ha protagonizado películas como Possible Changes (2004), No Mercy for the Rude (2006), y Kundo: Age of the Rampant, así como la serie Que Sera, Sera (2007).

## Filmografía

### Series de televisión
| Año     | Título                         | Rol          | Red     | Ref.        |
| ------- | ------------------------------ | ------------ | ------- | ----------- |
| 1999    | Hometown Legends "Sinjo"       | Guerrera     | KBS2    |             |
| 2004    | Ireland                        | Go Yang-sook | MBC     |             |
| 2006    | Drama City "Shining All About" | Lee Soo-yeon | KBS2    |             |
| 2007    | Que Sera, Sera                 | Cha Hye-rin  | MBC     |             |
| 2011    | The Peak                       | Noh Yoon-hee | MBC     |             |
| 2011    | Special Affairs Team TEN       | Seo Yoo-rim  | OCN     |             |
| 2012    | Phantom                        | Goo Yeon-joo | SBS     | [ 6 ]       |
| 2013    | TEN 2                          | Seo Yoo-rim  | OCN     | [ 7 ]       |
| 2015    | High Society                   | Jang Ye-won  | SBS     |             |
| 2016    | The Royal Gambler              | Hong-mae     | SBS     |             |
| 2016    | Entourage                      | Yoon Se-na   | tvN     |             |
| 2019    | The Wind Blows                 | Baek Soo-ah  | jTBC    | [ 8 ] [ 9 ] |
| 2021    | Like Butterfly (Navillera)     | Eun So-ri    | tvN     |             |
| 2021    | Move to Heaven                 | Joo-young    | Netflix |             |
| 2022    | Jinx's Lover                   | Mi-soo       | KBS2    | [ 10 ]      |
| 2023    | Queenmaker                     |              | Netflix |             |
| 2024-25 | El cuento de la dama Ok        | Sra. Kim     | JTBC    | [ 11 ]      |

### Cine
| Año  | Título                    | Rol           | Notas        |
| ---- | ------------------------- | ------------- | ------------ |
| 1998 | Whispering Corridors      | Kim Jung-sook |              |
| 2000 | Plum Blossom              | Jeong Ha-ra   |              |
| 2000 | Pisces                    | Hee-soo       |              |
| 2003 | Spring Bears Love         | Park Mi-ran   |              |
| 2004 | Possible Changes          | Lee Yoon-jung |              |
| 2005 | Never to Lose             | Kim Tae-hee   |              |
| 2006 | No Mercy for the Rude     | Her           |              |
| 2010 | Vegetarian                | Hye-kyung     |              |
| 2014 | Kundo: Age of the Rampant | Ma-hyang      |              |
| 2014 | Phantoms of the Archive   |               | (short film) |
| 2019 | Clean Up                  | Jung-ju       |              |
| 2021 | Hot Blood                 | In-sook       |              |